# Присака Дорнеј (Сучава)
Присака Дорнеј (рум. Prisaca Dornei) насеље је у Румунији у округу Сучава у општини Вама. Oпштина се налази на надморској висини од 568 m.

## Становништво
Према подацима из 2002. године у насељу је живело 862 становника.

### Попис2002.
| Расподела становништва по националности 2002.‍ | Расподела становништва по националности 2002.‍ | Расподела становништва по националности 2002.‍ | Расподела становништва по националности 2002.‍ | Расподела становништва по националности 2002.‍ |
| --------------------------------------------- | --------------------------------------------- | --------------------------------------------- | --------------------------------------------- | --------------------------------------------- |
|                                               |                                               |                                               |                                               |                                               |
| Румуни                                        | Румуни                                        |                                               | 806                                           | 93,7%                                         |
| Роми                                          | Роми                                          |                                               | 40                                            | 4,7%                                          |
| Немци                                         | Немци                                         |                                               | 14                                            | 1,6%                                          |